# Matea Pletikosić
Matea Pletikosić (* 24. April 1998 in Sinj, Kroatien) ist eine kroatisch-montenegrinische Handballspielerin, die dem Kader der montenegrinischen Nationalmannschaft angehört.

## Karriere

### Im Verein
Pletikosić begann das Handballspielen im Jahr 2006 in Kroatien beim ŽRK Sinj. Mit der Damenmannschaft von ŽRK Sinj gewann sie in der Saison 2014/15 die Meisterschaft der Südstaffel der zweithöchsten kroatischen Spielklasse. Anschließend wechselte die Rückraumspielerin zum montenegrinischen Erstligisten ŽRK Budućnost Podgorica. Mit ŽRK Budućnost Podgorica gewann sie in jeder Spielzeit das nationale Double aus Meisterschaft und Pokal. In der Saison 2020/21 stand Pletikosić beim slowenischen Erstligisten Rokometni Klub Krim unter Vertrag, mit dem sie auch die slowenische Meisterschaft gewann. Im August 2021 kehrte sie nach Podgorica zurück. Mit ŽRK Budućnost Podgorica gewann 2022 und 2023 die Meisterschaft sowie 2022 und 2023 den nationalen Pokal. Im Mai 2023 schloss sich Ćorović dem ägyptischen Verein al Ahly SC an, mit dem sie kurz darauf den dritten Platz in der CAHB Champions League belegte. In der Saison 2023/24 stand sie beim rumänischen Erstligisten CSM Corona Brașov unter Vertrag. Anschließend wechselte sie zum kroatischen Erstligisten ŽRK Podravka Koprivnica. Mit Podravka Koprivnica gewann sie 2025 die kroatische Meisterschaft und den kroatischen Pokal.

### In Auswahlmannschaften
Pletikosić lief anfangs für die kroatische Jugendnationalmannschaft auf. Mit dieser Auswahlmannschaft belegte sie bei der U-17-Europameisterschaft 2015 den sechsten Platz; sie wurde in das All-Star-Team berufen. Im darauffolgenden Jahr belegte sie bei der U-18-Weltmeisterschaft den achten Platz. Pletikosić erzielte 22 Treffer im Turnierverlauf. Nach dem Jahr 2016 wurde sie nicht mehr vom kroatischen Handballverband für Länderspiele nominiert. Daraufhin lief Pletikosić ab dem Jahr 2020 für die montenegrinische Nationalmannschaft auf. Sie gab bei der Europameisterschaft 2020 im Auftaktspiel gegen Frankreich ihr Debüt für die montenegrinische Auswahl. Als Nächstes nahm Pletikosić 2021 an den Olympischen Spielen in Tokio teil, welche Montenegro auf dem sechsten Platz abschloss. Bei der Weltmeisterschaft 2021 gehörte sie ebenfalls dem montenegrinischen Aufgebot an. Bei der Europameisterschaft 2022 gewann sie mit Montenegro die Bronzemedaille. Im Turnierverlauf erzielte Pletikosić sieben Treffer. Bei der Weltmeisterschaft 2023, die sie mit Montenegro auf dem siebten Platz abschloss, erzielte sie 20 Treffer.